# Лопушна (гора)
Лопушна́ — гора в Українських Карпатах, у масиві Ґорґани; одна з вершин хребта Сивуля. Розташована в Івано-Франківській області, на межі Івано-Франківського та Калуського районів.

## Загальні відомості

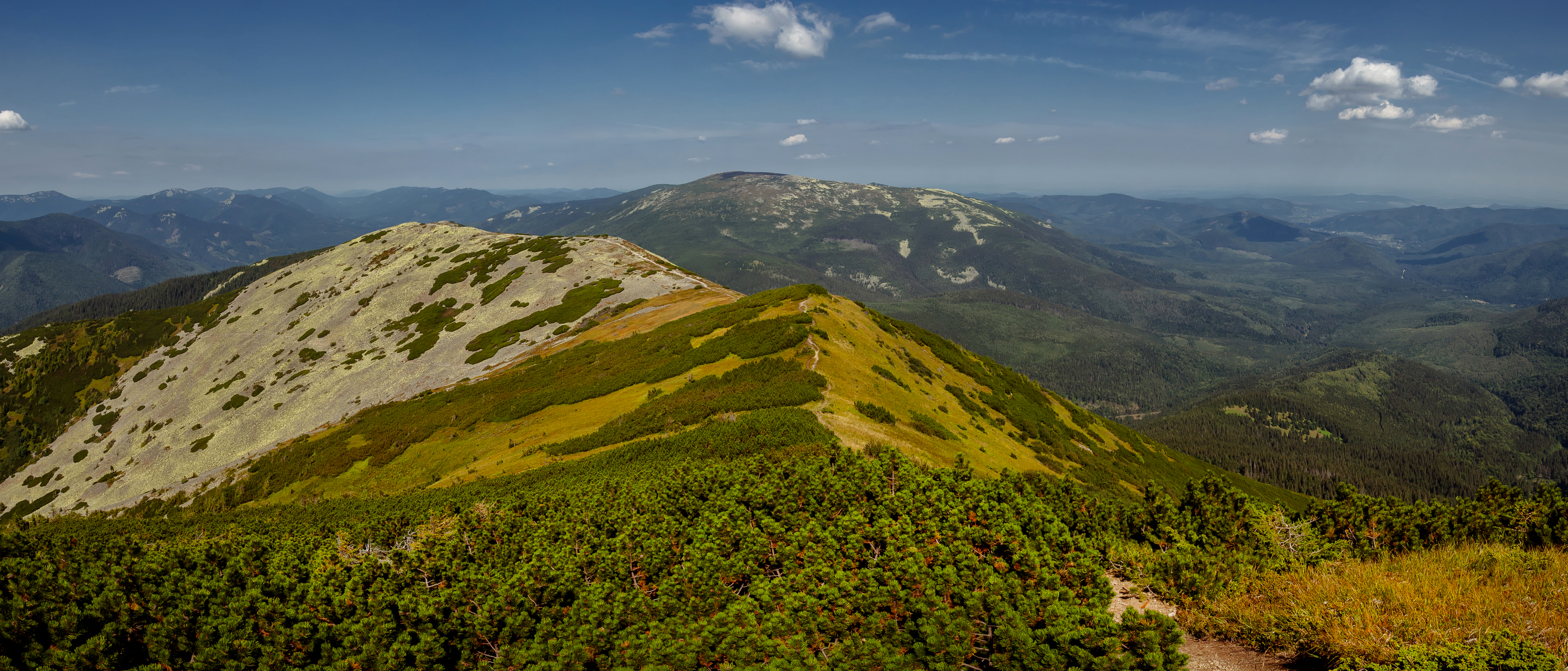
На Сивульському хребті: попереду гора Лопушна

Висота 1694 м . Підніжжя і схили вкриті лісами, вершина незаліснена. Північно-східні та південно-західні схили дуже круті. Поширені кам'яні осипища і криволісся з сосни гірської (жерепу).
На південний схід розташована найвища гора хребта Сивулі — Велика Сивуля (1836 м).
Найближчі населені пункти: Осмолода, Стара Гута, Бистриця.